# جيمس سي. إف. هوانغ
جيمس سي. إف. هوانغ (بالصينية: 黃志芳) (و. 1958  م) هو دبلوماسي، وسياسي تايواني، ولد في تاينان.

## التعليم
تعلم في جامعة تايوان الوطنية
.